# Winona (Missouri)
Winona is een plaats (city) in de Amerikaanse staat Missouri, en valt bestuurlijk gezien onder Shannon County.

## Demografie
Bij de volkstelling in 2000 werd het aantal inwoners vastgesteld op 1290.
In 2006 is het aantal inwoners door het United States Census Bureau geschat op 1338, een stijging van 48 (3,7%).

## Geografie
Volgens het United States Census Bureau beslaat de plaats een oppervlakte van
9,8 km², geheel bestaande uit land. Winona ligt op ongeveer 243 m boven zeeniveau.

## Plaatsen in de nabije omgeving
De onderstaande figuur toont nabijgelegen plaatsen in een straal van 36 km rond Winona.